# Французский референдум по Маастрихтскому договору (1992)
Французский референдум по Маастрихтскому договору проводился 20 сентября 1992 года по вопросу о ратификации Маастрихтского договора по урегулированию денежной и политической систем европейских стран. В результате Маастрихтский договор был одобрен 51 % голосов при явке 69,7 %.
Вопрос, вынесенный на референдум, был следующий:

Одобряете ли Вы проект закона, представленный французскому народу Президентом Республики, разрешающий ратификацию договора по Европейскому союзу?
Оригинальный текст (фр.)Approuvez-vous le projet de loi soumis au peuple français par le Président de la République autorisant la ratification du traité sur l’Union Européenne?

Такой шаткий результат прозвали «маленькое да». В совокупности с аналогичным референдумом в Дании, который отверг Маастрихтский договор, этот момент считают окончанием существующего до этого всеобщего консенсуса в процессе Европейской интеграции. В целом референдумы по Маастрихтскому договору проходили только во Франции, Дании и Ирландии. Маастрихтский договор после его ратификации привёл к образованию Европейского союза и появлению единой европейской валюты евро.

## Результаты
| Участие в референдуме:           |            |         |
| Бюллетеней опущено               | 26 696 626 | 69,70 % |
| Не голосовало                    | 11 603 168 | 30,30 % |
| Всего избирателей                | 38 299 794 | 100 %   |
| Опущенные бюллетени:             |            |         |
| Действительных                   | 25 792 175 | 96,61 % |
| Незаполненных и недействительных | 904 451    | 3,39 %  |
| Всего голосов                    | 26 696 626 | 100 %   |
| Да и Нет:                        |            |         |
| Да (за)                          | 13 165 475 | 51,04 % |
| Нет (против)                     | 12 626 700 | 48,96 % |
| Всего                            | 25 792 175 | 100 %   |